# Водный мост (Севилья)
Водный мост — бывший пешеходный мост через реку Гвадалквивир, существовавший в городе Севилье.

## История
В 1890 году город Севилья столкнулся с необходимостью подачи воды из Альхарафе. Для этого было начато строительство водного канала, а также Водного моста. Мостовой переход стал третьим постоянно действующим в Севилье, пересекающим Гвадалквивир, после моста Триана и железнодорожного моста Альфонсо XII. Мост был построен благодаря инициативе жителей и предприятий города. В частности, активное участие в продвижении проекта приняла Севильская водопроводная компания, которая заключила в 1883 году с городским советом контракт на поставку питьевой воды в Севилью в течение 99 лет.
Мост был открыт в 1898 году и использовался преимущественно как пешеходный.
После отвода русла реки от Чапина, с последующим углублением в 1948 году реки, в указанном районе и превращением исторического канала в док, Водный мост и мост Альфонсо XII утратили свою полезность, хотя пешеходный мост продолжал использоваться вплоть до открытия моста Христа Искупителя в 1959 году, после чего он был снесен.

## Характеристика
Конструкция моста была очень похожа на конструкцию ближнего моста железнодорожной линии Уэльва, моста Альфонсо XII. Проект строительства был разработан английским инженером Чарльзом Артуром Френдом и испанцем Альфонсо Эскобаром. Металлическая конструкция была изготовлена в Бильбао и опиралась на стальные трубы с заполнением, которые опускались в русло реки, заполненные бетоном. Мост проходил из окрестностей Пуэрта-Реаль в район Чапина в окрестностях Трианы.